# Glücklich geschieden – Mama gegen Papa 2
Glücklich geschieden – Mama gegen Papa 2 (französisch Papa ou Maman 2) ist ein französischer Film aus dem Jahre 2016. Es handelt sich um die Fortsetzung des Filmes Mama gegen Papa – Wer hier verliert, gewinnt.

## Handlung
Zwei Jahre nach der Handlung des ersten Filmes trifft das ehemalige Ehepaar wieder aufeinander. Sie haben beide einen neuen Partner und schmieden Zukunftspläne. Die Kinder wollen ihre Eltern wieder zusammen sehen, während das Ex-Paar wieder zu kämpfen beginnt.

## Produktion
Der Film hatte am 20. November 2016 in Paris Premiere und kam am 7. Dezember 2016 in den französischen Kinos. In Deutschland kam der Film am 20. Oktober 2017 auf DVD heraus.
In den französischen Kinos wurden 1.365.839 Kinokarten verkauft.